# Isaiah Jackson

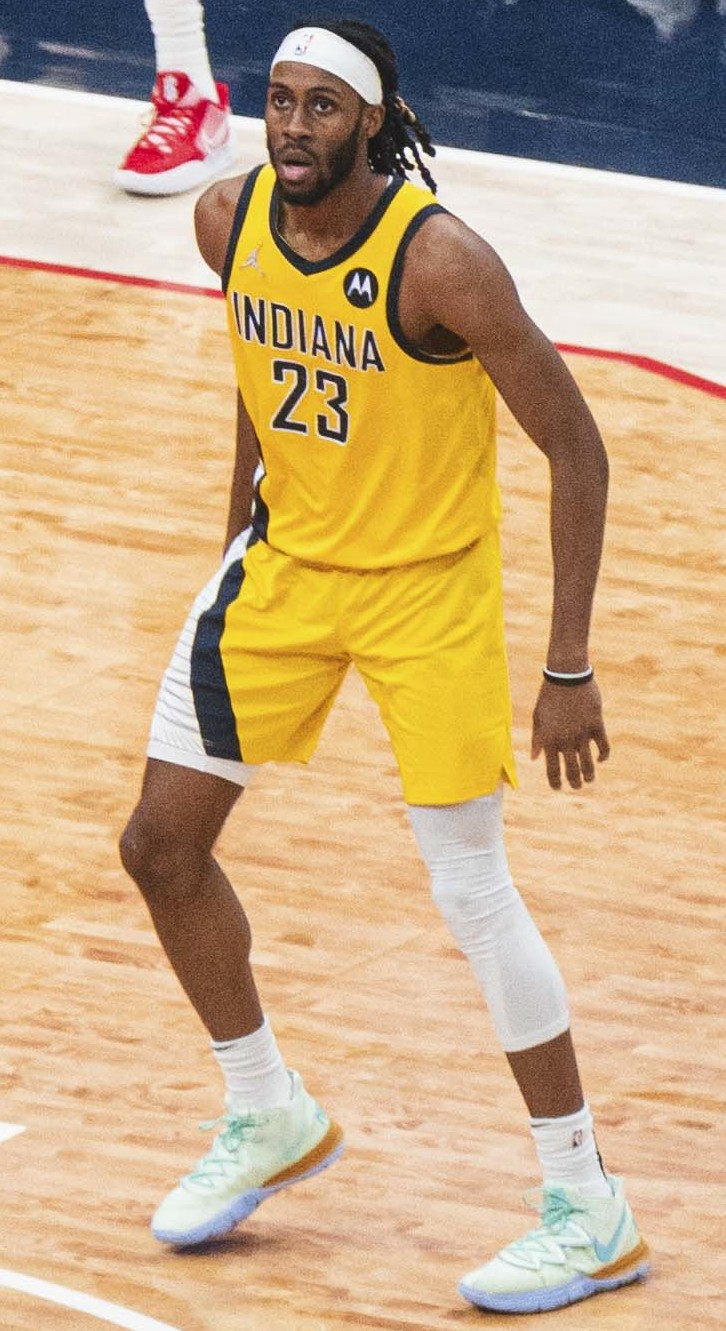
Isaiah Jackson, 2022.

Isaiah Ju'mar Jackson, född 10 januari 2002 i Pontiac i Michigan, är en amerikansk professionell basketspelare (PF) som spelar för Indiana Pacers i National Basketball Association (NBA).
Han draftades av Los Angeles Lakers i första rundan i 2021 års draft som 22:a spelare totalt.
Innan Jackson blev proffs studerade han på University of Kentucky och spelade för deras idrottsförening Kentucky Wildcats.